# Дежерин, Жюль
Жозеф Жюль Дежерин (3 августа 1849, Женева — 26 февраля 1917, Париж) — французский врач-невролог и невропатолог швейцарского происхождения, анатом, педагог.

## Биография
Происходил из савойской семьи, его отец был владельцем экипажной фирмы. С 1866 по 1870 год учился в Женевской академии. В период Франко-прусской войны (1870—1871) добровольно работал санитаром в Женевской больнице. 21 марта 1871 года прибыл в Париж, когда там была провозглашена Коммуна, чтобы изучать медицину, был студентом Альфреда Вульпиана; получение образования завершил в 1879 году. В том же году стал заведующим отделением в парижской больнице Сен-Луи, в 1882 году возглавил её. С 1886 года стал профессором-агреже в больнице Бисетра, с 1887 по 1894 год возглавлял в ней клинику нервных болезней. В 1888 году женился на своей студентке Августе Крюмпке, которая стала его соратницей в научных исследованиях до конца жизни.

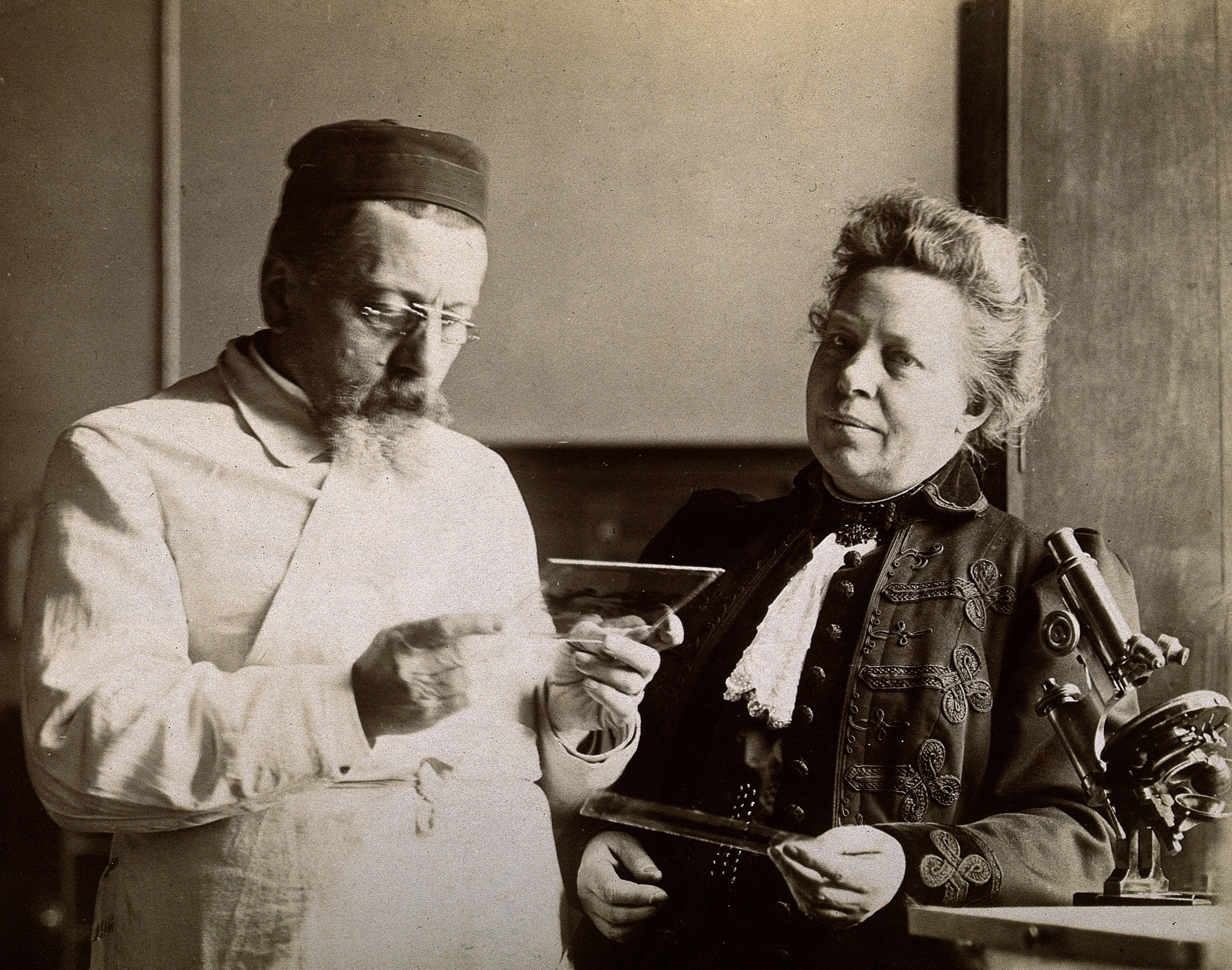
Супруги Дежерин за работой

С 1895 года вместе с женой Августой Дежерин-Клюмпке работал в парижском госпитале Сальпетриер, возглавляя там павильон Jacquart. С 1900 по 1911 год был профессором и заведующим кафедры истории медицины в этом госпитале, с 1907 года возглавил также кафедру внутренней патологии, что не мешало ему продолжать чтение лекций. С 1910 по 1917 год возглавлял кафедру нервных болезней в Парижском университете. Во время Первой мировой войны принимал активное участие в организации военных госпиталей, что сказалось на его здоровье. В 1916 году у него появились первые признаки уремии, спустя год он скончался. Похоронен на кладбище Пер-Лашез рядом с супругой.

## Научная деятельность
Большая часть научных исследований Дежерина была посвящена клинической неврологии и анатомии нервной системы, а также афазии — он, в частности, ввел понятие «чистой моторной афазии». Совместно с Г. Русси он описал характерный для поражения зрительного бугра комплекс расстройств, получивший название в честь обоих учёных, совместно с Л. Ландузи — особый тип прогрессивной мышечной дистрофии, который до того не был исследован и получил название мышечной дистрофии Ландузи — Дежерина. Выделил (совместно с Ж. Сотта) в особую нозологическую форму гипертрофический прогрессирующий интерстициальный неврит детского возраста, который в честь учёных получил название болезни Дежерина — Сотта. В 1882 году установил локализацию поражения при так называемой словесной слепоте, получившую название центр Дежерина. Оставил подробное описание плече-лопаточно-лицевой миопатии, опубликовал в общей сложности более 100 работ по патологии спинного мозга и полосатых мышц.
С 1908 года — член Медицинской академии в Париже. За свои труды был награждён орденом Почётного легиона.

## Семья
Августа Дежерин-Клюмпке (1859—1927) — жена, французский врач-невролог американского происхождения, в честь которой назван паралич нижних отделов плечевого сплетения вследствие поражения корешков нервов С8 и Т1, известный как синдром Дежерин-Клюмпке.
Ивонна — дочь, стала врачом, вышла замуж за профессора Этьена Сорреля и посвятила себя лечению костного туберкулёза в больнице города Берк.